# Aeolochroma pammiges
Aeolochroma pammiges là một loài bướm đêm trong họ Geometridae.